# Jack Medica
Jack Chapman Medica (Seattle, Estats Units, 5 d'octubre de 1914 - Carson City, 15 d'abril de 1985) fou un nedador estatunidenc, guanyador de tres medalles olímpiques.
Va participar, als 21 anys, als Jocs Olímpics d'Estiu de 1936 realitzats a Berlín (Alemanya nazi), on va aconseguir guanyar la medalla d'or en la prova dels 400 metres lliures, establint un nou rècord olímpic amb un temps de 4:44.5 minuts, i la medalla de plata en les proves de 1.500 metres lliures i relleus 4x200 metres lliures.
Després de la seva retirada de la natació de competició, provocada per la Segona Guerra Mundial, va ensenyar nocions de supervivència a l'aigua a la Marina dels Estats Units. Posteriorment fou professor a la Universitat de Pennsilvània i entrenador de l'equip de natació i salts dels Penn Quakers.
Durant la seva carrera d'elit va guanyar 10 títols nacionals individuals de Amateur Athletic Union (AAU) i va establir 11 rècords mundials en distàncies que van des dels 200 metres fins a una milla. El 1966 va ser inclòs a l'International Swimming Hall of Fame.